# South Whittier
South Whittier és una concentració de població designada pel cens dels Estats Units a l'estat de Califòrnia. Segons el cens del 2000 tenia 55.193 habitants.

## Demografia
Segons el cens del 2000, South Whittier tenia 55.193 habitants, 14.673 habitatges, i 12.266 famílies. La densitat de població era de 3.961 habitants/km².
Dels 14.673 habitatges en un 48% hi vivien nens de menys de 18 anys, en un 60,5% hi vivien parelles casades, en un 15,5% dones solteres, i en un 16,4% no eren unitats familiars. En el 12,2% dels habitatges hi vivien persones soles el 5,1% de les quals corresponia a persones de 65 anys o més que vivien soles. El nombre mitjà de persones vivint en cada habitatge era de 3,74 i el nombre mitjà de persones que vivien en cada família era de 3,99.
Per edats la població es repartia de la següent manera: un 33,1% tenia menys de 18 anys, un 10,5% entre 18 i 24, un 31,5% entre 25 i 44, un 16,7% de 45 a 60 i un 8,2% 65 anys o més.
L'edat mediana era de 29 anys. Per cada 100 dones de 18 o més anys hi havia 97,8 homes.
La renda mediana per habitatge era de 47.378 $ i la renda mediana per família de 49.756 $. Els homes tenien una renda mediana de 32.314 $ mentre que les dones 25.605 $. La renda per capita de la població era de 15.080 $. Entorn del 9,2% de les famílies i el 12,4% de la població estaven per davall del llindar de pobresa.

## Poblacions més properes
El següent diagrama mostra les poblacions més properes.